# دم‌موشی مکزیکی
دم‌موشی مکزیکی (نام علمی: Buddleja cordata) نام یک گونه از سرده دم‌موشی است.

## نگارخانه

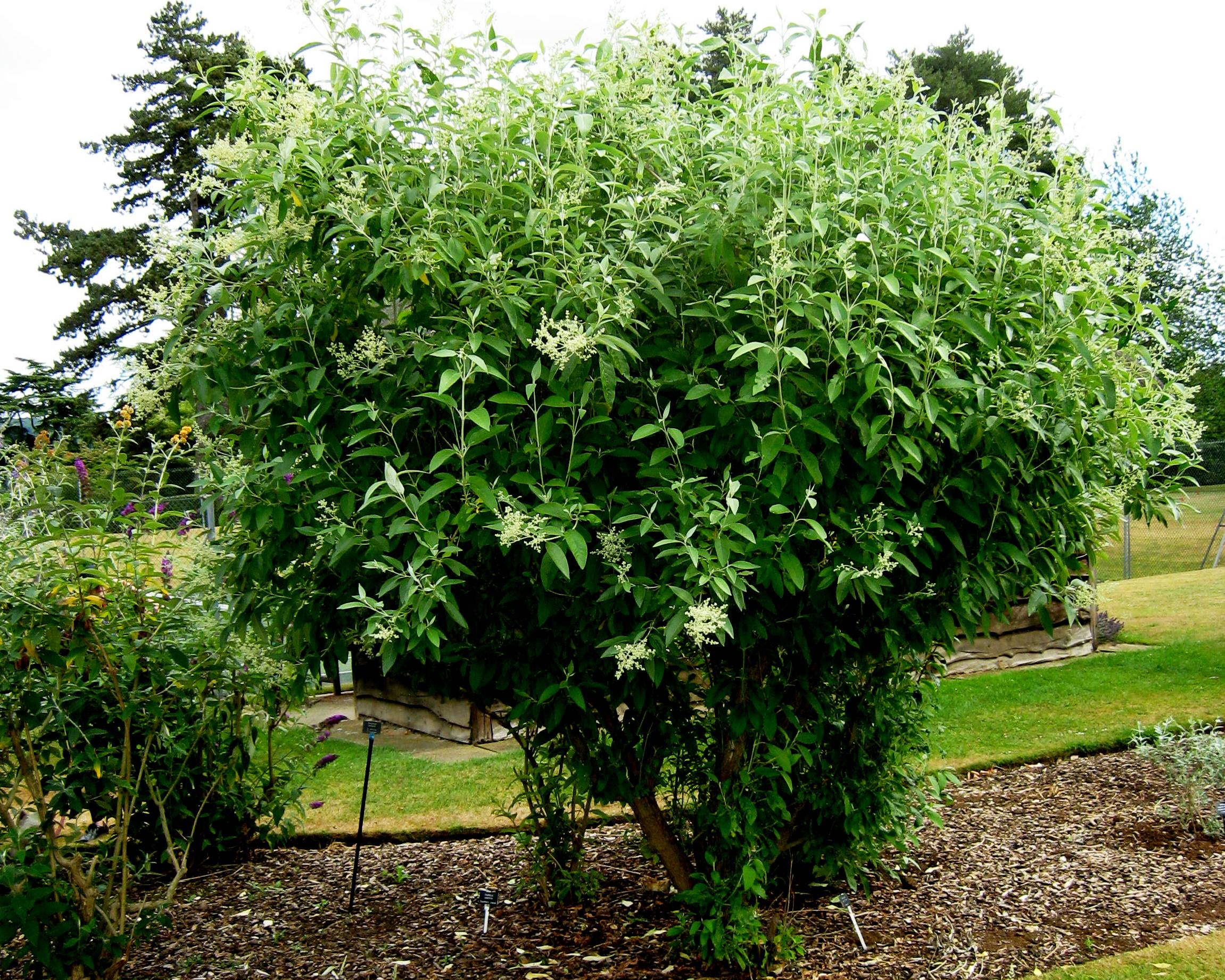
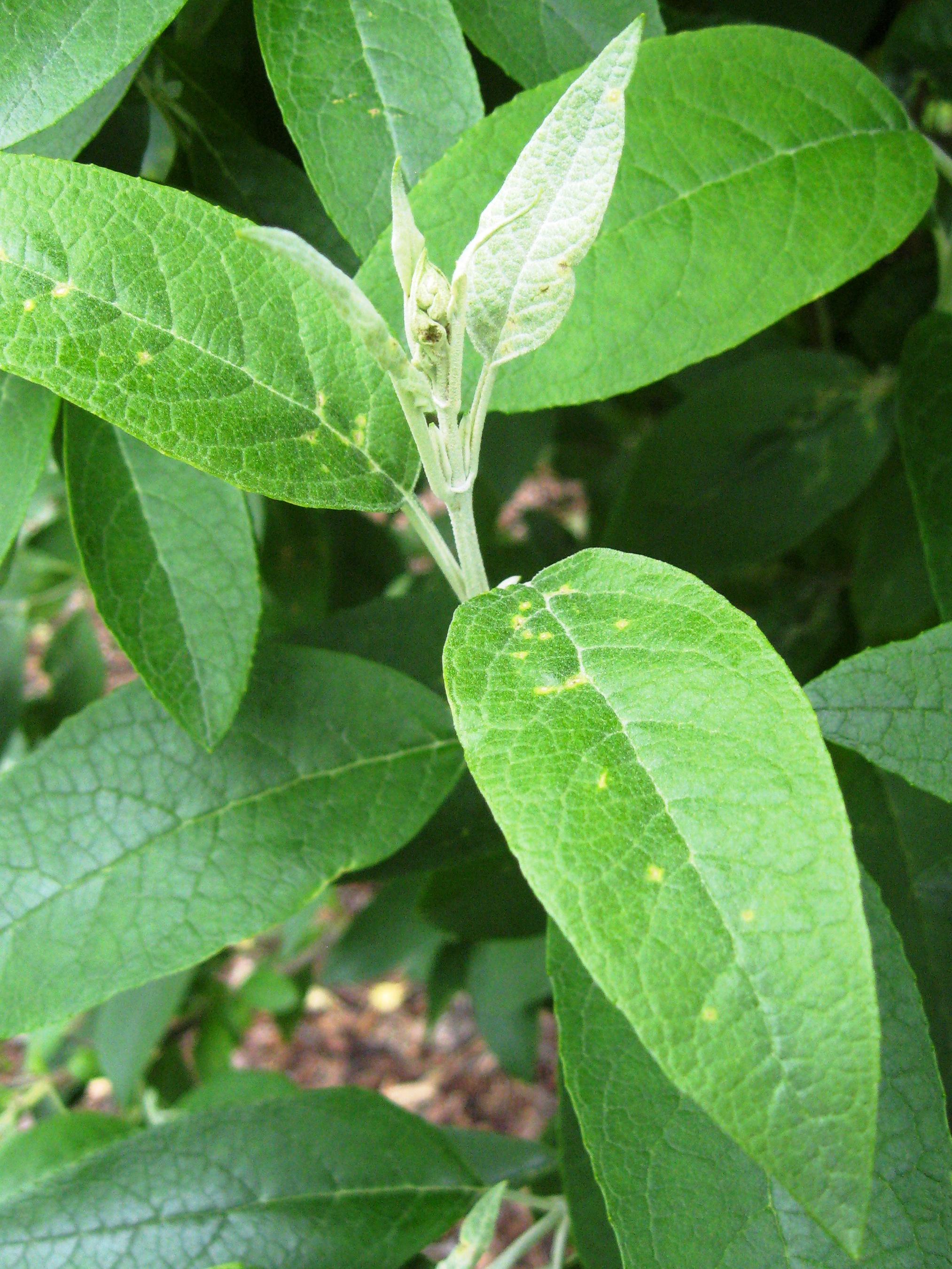
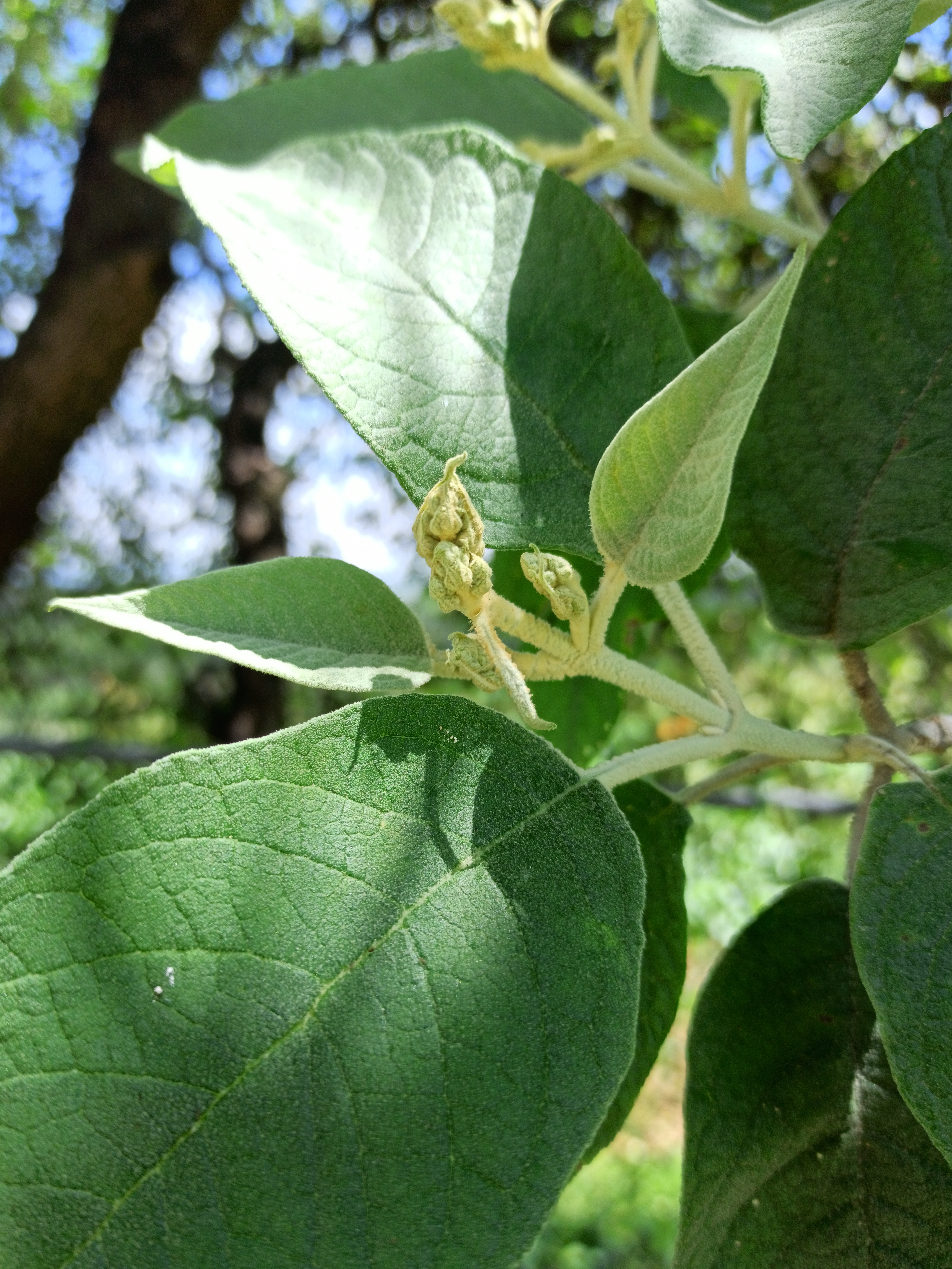
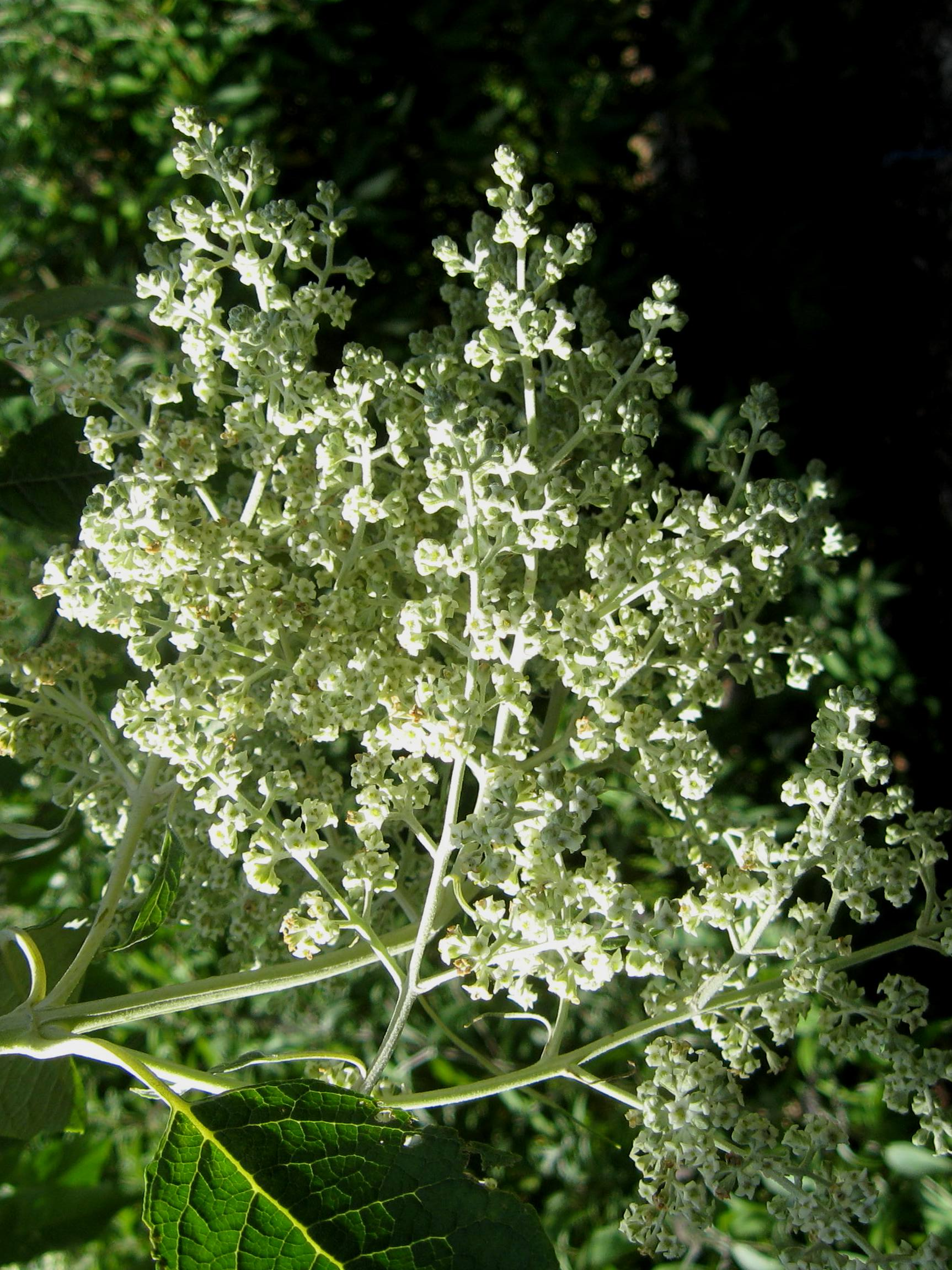